# Little Kanawha River
Little Kanawha River är en 269 km lång biflod till Ohiofloden och är via den en del av Mississippiflodens avrinningsområde.

## Sträckning
Floden rinner upp i södra Upshur County, cirka 32 km söder om Buckhannon och flyter i stort sett västnordvästut genom Lewis, Braxton, Gilmer, Calhoun, Wirt och Wood Countyn, passerar Burnsville, Sand Fork, Glenville, Palestine och Elizabeth till mynningen i Ohiofloden vid Parkersburg.
Cirka 5 km uppströms Burnsville finns en damm som gör att Burnsville Lake bildas.

## Bifloder
Största biflod är Hughes River, övriga bifloder inkluderar Right Fork Little Kanawha River, West Fork Little Kanawha River och Bull River.